# Parafia Wniebowzięcia Najświętszej Maryi Panny w Ostrorogu
Parafia Wniebowzięcia Najświętszej Maryi Panny w Ostrorogu – rzymskokatolicka parafia w Ostrorogu, należy do dekanatu szamotulskiego archidiecezji poznańskiej. Została utworzona w XIII wieku. Mieści się przy ulicy Kościelnej.
Do parafii należą wierni z następujących miejscowości: Ostroróg, Wielonek, Dobrojewo, Kluczewo, Rudki, Binino, Oporowo, Bobulczyn, Szczepankowo, Zapust, Rudki-Huby, Kluczewo-Huby, Karolewo, Piaskowo, Klemensowo i Forestowo.

## Historia
W 1432 biskup poznański Stanisław Ciołek wydał przywilej erekcyjny, za sprawą Sędziwoja z Ostroroga powstaje kolegium misjonarzy w Ostrorogu. W tym samym roku do parafii włączono kościół św. Jakuba w Piaskowie, który odtąd stał się filialnym wobec kościoła w Ostrorogu.
Do parafii należeli wierni z następujących wsi:
- od 1432 – Piaskowo[1];
- 1472 – Kluczewo[1];
- 1499 – Rudki[1];
- 1508 – Piaskowo, Szczepy, Wielonek, Dobrojewo, Kluczewo, Rudki, Binino, Bobulczyn[1];
- 1510 – Dobrojewo, Szczepankowo[1];
- 1580 – Binino, Dobrojewo, Bobulczyn, Kluczewo, Oporowo, Piaskowo, Wielonek, Rudki[2];
- 1582 – Piaskowo, Wielonek, Dobrojewo, Kluczewo, Rudki, Binino, Oporowo, Bobulczyn[1];
- 1787 – Piaskowo, Wielonek, Dobrojewo, Kluczewo, Rudki, Binino, Oporowo, Bobulczyn, Szczepy, Szczepankowo, Zapust[1];

W 1467 r. papież Paweł II nadał przywilej odpustów 24 czerwca (Dzień Narodzenia św. Jana Chrzciciela) oraz 15 sierpnia (Wniebowzięcie Najświętszej Maryi Panny).
W latach 1555–1636 kościół parafialny wraz z uposażeniem parafii Jakub Ostroróg, a następnie Jan Ostroróg przekazali we władanie Braciom Czeskim.
Uposażenie parafii w 1569 roku wymienił Jan Ostroróg potwierdzając oddanie kościoła braciom czeskim przez swojego ojca Jakuba. Na mienie parafii składało się: domy należące do plebanii położone na tzw. Kisach, szkoła znajdująca się również tam, ogrody przy domach i plebanii, rola miejska wraz z łąkami, łąka w Wielonku pod młynem, chrust z boru miejskiego na ogrodzenie tejże łąki, ogród w Piaskowie, łąka przy Kluczewie, jezioro Mormin, dziesięciny z Ostroroga, Wielonka, Binina, Kluczewa, a także po każdych żniwach kilkadziesiąt kóp zbóż, dwa razy w tygodniu ryby z zamku na obiad i drewno na opał z lasu ostroroskiego.
W roku 1624 po śmierci Sędziwoja Ostroroga spadkobierczynią Ostroroga została Barbara Modliszewska zdecydowała się go sprzedać. Ostroróg nabył wnuk poety Mikołaja Reja – Andrzej Rej, który miasto oddał w dzierżawę Stanisławowi Bronikowskiemu. W tym samym okresie biskup poznański powołał kanonika Andrzeja Świniarskiego na proboszcza parafii katolickiej w Ostrorogu i wyznaczył my zadanie odzyskania kościoła. Ksiądz kanonik wytoczył Rejowi proces o zwrot kościoła w Ostrorogu i wygrał go. Rej nie zgadzał się z wyrokiem, twierdząc, że kościół katolicki się spalił, a ówczesny kościół odbudowali bracia czescy. Podważał również wybór Świniarskiego na proboszcza parafii. Krzysztof Rej, brat Andrzeja wraz ze strażą pilnował kościoła, ksiądz Świniarski włamał się do niego i odśpiewał modlitwę na znak przejęcia kościoła, wtedy dopadli go ludzie Reja i żona Bronikowskiego, jednakże nie doszło do rozlewu krwi. Ksiądz Świniarski założył kłódki na drzwiach, które z kolei Rej zerwał. Ostatecznie sprawa własności kościoła została rozstrzygnięta przez sąd w grudniu tegoż roku. Kościół wraz z całym uposażeniem został przekazany parafii katolickiej.
W 1873 roku parafia Ostroróg liczyła 3062 wiernych.

## Kler parafialny[7][8][9][10][11][12][13][14][15][16]

### Proboszczowie
- Stanisław – pierwszy wzmiankowany pleban 1419-1422
- Andrzej Świniarski 1641–1655
- Piotr Rosiroch (co najmniej od 1670 do 1676)
- Maciej Bielecki 1730–1747
- Bartłomiej Skrzydlewski-Watta 1808–1843 (od 1843 do śmierci 29 grudnia 1852), emeryt na parafii w Ostrorogu, pochowany na cmentarzu w Ostrorogu)[17]
- Michał Sibilski 1843–1872 (w latach 1837–1843 wikariusz na parafii w Ostrorogu)[18]
- Józef Zenkteler 1872–1900 (do śmierci), pochowany na cmentarzu w Ostrorogu[19]
- Włodzimierz Sypniewski 1900-1933 (do śmierci), pochowany na cmentarzu w Ostrorogu)[20][21]
- Stanisław Waraczewski 1933–1938[20]
- Jan Kaja 1938–1942[20]
- Wacław Juszczak 1945–1946[20]
- Tomasz Malepszy 1946–1955[20][22]
- Alojzy Becker 1955–1970 (do śmierci), pochowany na cmentarzu w Ostrorogu)[20]
- Wacław Juszczak 1970–1982[20][23]
- Henryk Szwarc 1982–1989[20]
- Kazimierz Wencel 1989–2011 (zmarły 2015, pochowany na cmentarzu w Ostrorogu)[20]
- Krystian Sobczak 2011 – aktualnie[20]

### Wikariusze
- Marcin – pierwszy wzmiankowany wikariusz 1424
- Wawrzyniec Grocholski 1805? – 22 marca 1833 (zmarł w Ostrorogu)[24]
- 1833-1837 brak wikariusza
- Jakub Karamankiewicz 1713? – ?
- Michał Sibilski 1837-1843 (w latach 1843–1872 proboszcz parafii w Ostrorogu)
- w latach 1843–1852 brak wikariusza (w parafii był ksiądz emeryt Bartłomiej Skrzydlewski-Watta)
- 1852–1860 brak danych
- 1861–1862 brak wikariusza
- Marian Dziubiński 1863–1868 (od 1869 do śmierci (29 listopada 1877), rezydent w parafii w Ostrorogu)[25][26][26][27]
- Apolinary Zmura 1868–1870[26]
- Jan Stobiecki 1870–1871[28]
- Wincenty Kałkowski 1871–1885
- 1885–1893 brak danych
- 1893–? brak wikariusza
- 1894–? brak danych
- Emil Jackowski II 1895[29]
- Maksymilian Bartsch III–IV 1895[30]
- Stanisław Maciaszek 1896–1900[31]
- 1900–1903 brak danych
- 1903-brak wikariusza;
- 1903–1909 rezydent Karol Jeancin
- 1904–? brak danych
- Marcin Poczta 01.01–31.07.1905[32][33]
- Alfons Graszyński X–XII 1905[34]
- Aleksander Łabujewski 1906–1908
- Feliks Niedbał 1908–1910[35]
- Franciszek Grzesiek 1910–1916
- Kazimierz Gałka 1916–1919
- Marian Jezierski 1919-?[36]
- Franciszek Kopeć 1921–1925
- 1925–1927 brak danych
- Józef Taczała 1927–1929[37]
- Bernard Szudziński 1929-1930[38]
- Leopold Szwankowski 1930-1932[39]
- Stefan Wiśniewski 1937–1939 ?[40]
- Ignacy Karge 1968–1970
- Bogdan Hancyk 1970–1971
- Tadeusz Piątkowski ? 1971–1972
- Mieczysław Kobrzeniecki 1972–1975
- Wojciech Ren 1975–?
- Antoni Norman 1975–1976
- Marek Spychała 1976–1978[41]
- Tomasz Maćkowiak 1978–1982[42]
- Stefan Drop 1982–1983
- Jerzy Hakowski 1983–1984
- Edmund Magdziarz 1984–1986
- Sławomir Stronka 1986–1988
- Rafał Goś 1988–1990
- Grzegorz Piotrowski 01.07.1990–1993[43]
- Cezary Bukowski 1993–1995
- Piotr Loba 1995–1996
- Piotr Bartkowiak 1996–1997
- Marcin Jóźwiak 1997–2000
- Jan Scheller 2000–2002
- Robert Bach 01.07.2002–24.08.2004[44][45][46]
- Dominik Cugier 01.07.2004–24.08.2006[46][47]
- Dariusz Kokociński 01.07.2006–2008[48]
- Piotr Kubiak 01.07.2008–2010[49]
- Tomasz Brussy 01.07.2010–2011[50]
- Sławomir Styczyński 2011–31.08.2012
- Łukasz Stasiński 01.07.2012–24.08.2014[51]
- Szymon Kaźmierczak 01.09.2014–30.12.2016[52]
- aktualnie brak wikariusza

### Księża pochodzący z parafii Ostroróg
- Kazimierz Neugebauer (święcenia 1947, zmarły 2011 pochowany na cmentarzu w Ostrorogu)[53][54]
- Józef Sikorski (święcenia 1953, zmarły 1976)[53]
- Florian Grzesiak SDB (święcenia 1954, zmarły 2011)[53][55]
- Tadeusz Czaja OMI (święcenia 1961, zmarły 2009, proboszcz polskiej parafii w Brukseli)[53][56]
- Ireneusz Greczka (święcenia 1982, zmarły 1990)[53]
- Roman Janecki (święcenia 1985)[53]
- Marek Pawlak (święcenia 2003, zmarły 2017)[53][57]